# HD 74156 b
HD 74156 b ist ein Exoplanet, der den gelben Zwerg HD 74156 begleitet. Auf Grund seiner Masse wird angenommen, dass es sich um einen Gasplaneten handelt.

## Entdeckung
Der Planet wurde mit Hilfe der Radialgeschwindigkeitsmethode von Dominique Naef et al. im Jahr 2001 entdeckt.

## Umlauf und Masse
Der Planet umkreist seinen Stern alle 51,65 Tage in einer Entfernung von ca. 0,29 Astronomischen Einheiten bei einer Exzentrizität von 0,64 und hat eine Mindestmasse von ca. 1,9 Jupitermassen.